# Megaselia suspicata
Megaselia suspicata är en tvåvingeart som beskrevs av Borgmeier 1967. Megaselia suspicata ingår i släktet Megaselia och familjen puckelflugor. Inga underarter finns listade i Catalogue of Life.